# Gescom
Gescom es un proyecto de música electrónica inglés que tiene estrechos lazos con el grupo Autechre. Se cree que su nombre se deriva de Gestalt Communication.
Estilísticamente, su música es más cercana a la música electrónica de baile, acid techno y hip hop que la música habitual de Autechre, con la excepción de algún remix conceptual (y el minidisc, véase debajo). Entre sus discos más significativos están Key Nell, Minidisc y ISS:SA. 

## Miembros
Sean Booth de Autechre describe Gescom como un proyecto paraguas en el que están envueltas entre 20 y 30 personas. Sin embargo, como la mayor parte de sus referencias son anónimas, el plantel exacto del proyecto no es conocido.

## Discografía
- (1994) Gescom - EP (en ocasiones Gescom EP1 o Gescom 1)
- (1994) Gescom 2 - EP (en ocasiones Gescom EP2)
- (1995) The Sounds of Machines Our Parents Used - EP
- (1995) Key Nell - EP
- (1996) Motor - EP
- (1996) Keynell - remixes EP (Autechre remixes)
- (1998) This - EP
- (1998) That - EP
- (1998) Minidisc - LP en MD después CD (en ocasiones Mini Disc)
- (2003) ISS:SA - EP
- (2007) A1-D1 - EP (CD y 2x12")